# Isole della Cambogia
Questa è una lista non esaustiva di isole della Cambogia.

## Isole
| Nome            | Nome italiano      | Provincia                     |
| --------------- | ------------------ | ----------------------------- |
| Koh Chaluh      |                    | Municipalità di Sihanoukville |
| Koh Damlong     |                    | Municipalità di Sihanoukville |
| Koh Kong        |                    | Municipalità di Sihanoukville |
| Koh Kteah       |                    | Municipalità di Sihanoukville |
| Koh Mano        |                    | Municipalità di Sihanoukville |
| Koh Polaway     |                    | Municipalità di Sihanoukville |
| Koh Pous        | Isola dei serpenti | Municipalità di Sihanoukville |
| Koh Rong        |                    | Municipalità di Sihanoukville |
| Koh Rong Samlon |                    | Municipalità di Sihanoukville |
| Koh Russei      | Isola del bambù    | Municipalità di Sihanoukville |
| Koh Sampoch     |                    | Municipalità di Sihanoukville |
| Koh Sdech       | Isola del re       | Municipalità di Sihanoukville |
| Koh Seh         |                    | Municipalità di Sihanoukville |
| Koh Sramoach    |                    | Municipalità di Sihanoukville |
| Koh Tang        | Isola Tang         | Municipalità di Sihanoukville |
| Koh Ta Kiev     |                    | Municipalità di Sihanoukville |
| Koh Ta Team     |                    | Municipalità di Sihanoukville |
| Koh Thass       |                    | Municipalità di Sihanoukville |
| Koh Thmei       | Isola nuova        | Municipalità di Sihanoukville |
| Koh Tral        |                    | Municipalità di Sihanoukville |
| Koh Traolach    |                    | Municipalità di Sihanoukville |
| Koh Treas       |                    | Municipalità di Sihanoukville |
| Koh Angkrang    |                    | Municipalità di Kep           |
| Koh Pau         |                    | Municipalità di Kep           |
| Koh Sess        | Isola dei cavalli  | Municipalità di Kep           |
| Koh Svay        | Isola del mango    | Municipalità di Kep           |
| Koh Tbal        |                    | Municipalità di Kep           |
| Koh Thonsay     | Isola dei conigli  | Municipalità di Kep           |